# Kindertofte Sogn
Kindertofte Sogn er et sogn i Slagelse-Skælskør Provsti (Roskilde Stift).
I 1800-tallet var Kindertofte Sogn i Slagelse Herred anneks til Pedersborg Sogn i Alsted Herred. Begge herreder lå i Sorø Amt. Trods annekteringen dannede hvert sogn sin egen sognekommune. Pedersborg blev ved kommunalreformen i 1970 indlemmet i Sorø Kommune. Kindertofte gik med i Vestermose Kommune, der i 1966 blev dannet nordøst for Slagelse. Men den var for lille og blev ved selve kommunalreformen indlemmet i Slagelse Kommune.
I Kindertofte Sogn ligger Kindertofte Kirke.
I sognet findes følgende autoriserede stednavne:
- Eickstedtlund (areal)
- Grøfte (bebyggelse, ejerlav)
- Grøfte (bebyggelse)
- Kindertofte (bebyggelse, ejerlav)
- Madslunde (bebyggelse, ejerlav)
- Rydemark (bebyggelse)
- Store Frederikslund (ejerlav, landbrugsejendom)
- Vedsø Vang (areal)